# Bataille de Barking Creek
La bataille de Barking Creek est un incident de tir ami au-dessus de l'Angleterre, le 6 septembre 1939, qui cause la première mort d'un pilote de chasse britannique au cours de la Seconde Guerre mondiale.

## Contexte
Avant même l'attaque de l'Allemagne sur la Pologne du 1er septembre 1939, le gouvernement britannique redoute un potentiel raid aérien allemand sur ses villes côtières. Le gouvernement de Chamberlain, conscient de cette menace, investit, dès 1937, dans l'Air Raid Precautions (ARP). Cette peur d'un raid infiltre durablement les instances dirigeantes et la propagande nazie fonctionne. Il est estimé par le comité de Défense impériale qu'un raid massif pourrait causer plus de 200000 blessés dont 60000 morts en une semaine,. La Luftwaffe montrera pourtant ses faiblesses lors de la déclaration de guerre en 1939. 
Si la Royal Navy est toujours vue comme un moyen de défense face à la menace allemande, la Royal Air Force a pour mission de défendre les côtes britanniques des incursions de bombarbiers allemands. Si les forces aériennes sont assez réduites, le Royaume-Uni possède 18 stations radar, le Chain Home, qui couvrent l'ensemble des côtes ouest et sud, d'Aberdeen à Portsmouth et peuvent détecter les avions jusqu'à cent miles, sauf s'ils volent à très basse altitude. Malheureusement, il s'agit d'une nouvelle technologie, jamais utilisée durant un conflit. Le personnel est peu expérimenté et les pilotes de la RAF n'ont de plus jamais connu le combat. Ces deux facteurs amènent à l'accident connu sous le nom de bataille de Barking Creek en septembre 1939.

## Incident

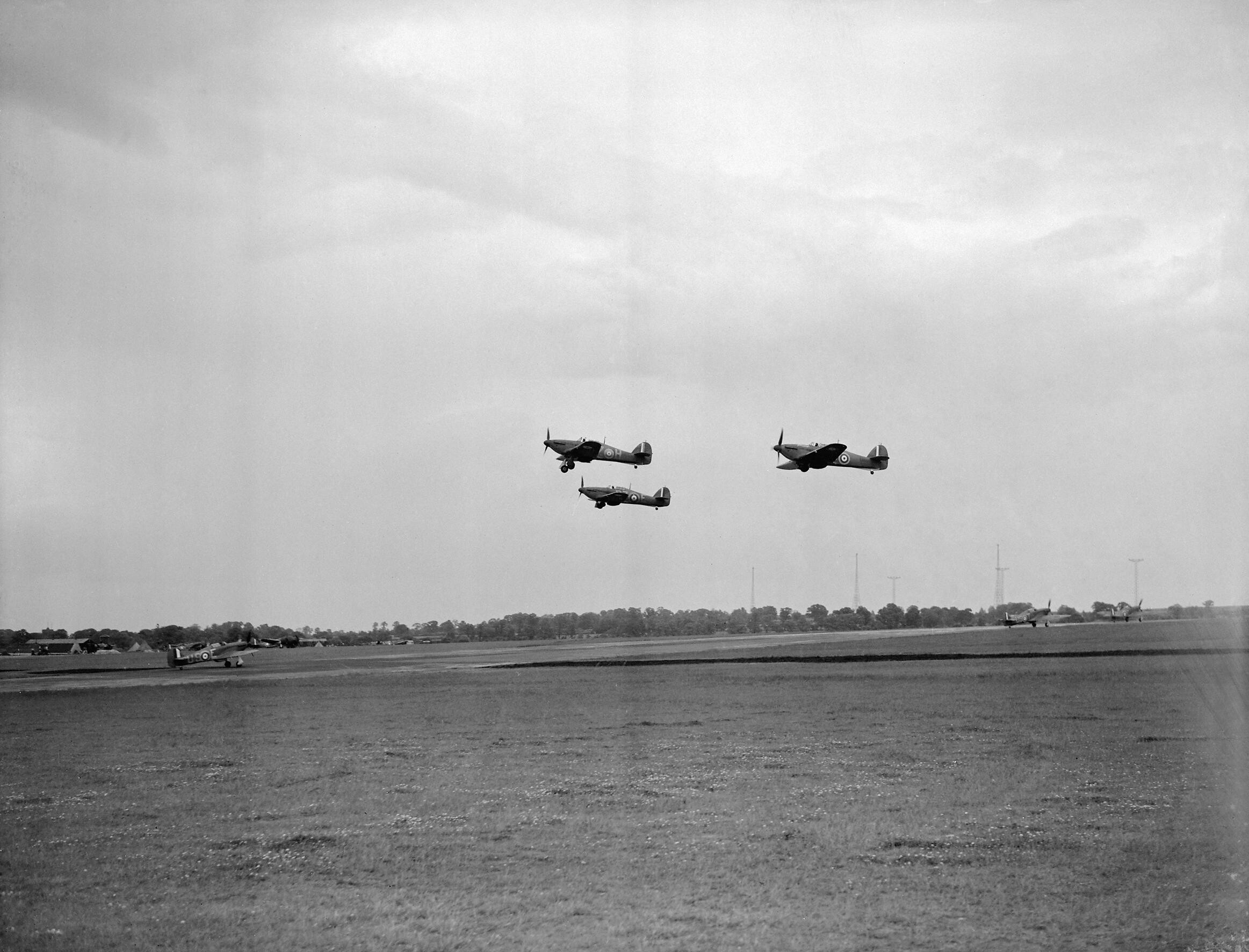
Trois Hurricane du No. 151 Squadron décollant de l'aérodrome de North Weald.

Le 6 septembre 1939, à 6 h 15, une station radar de Canewdon, près de Southend-on-Sea dans l'Essex détecte une « activité aérienne ennemie » au-dessus de la mer du Nord,,,. Une groupe de plus de vingt avions allemands s'approcheraient de l'estuaire de la Tamise. En quinze minutes, il est confirmé qu'aucun avion de la Royal Air Force n'est présent dans la zone. Les unités anti-aériennes sur la côte de l'Essex signalent également des avions près de West Mersea. Le group captain Lucking du No. 11 Group RAF ordonne alors l'envoi de six Hawker Hurricane du No. 56 Squadron (en) et No. 151 Squadron (en), basés à l'aérodrome de North Weald dans l'Essex et le No. 12 Group RAF est mis en alerte. Contrairement aux ordres, le commandant de North Weald fait décoller douze Hurricane, suivis, à l'insu des autres pilotes, de deux pilot officer qui prennent place à bord d'une paire d'appareils de réserve et les suivent à distance, 1 000 pieds plus bas.

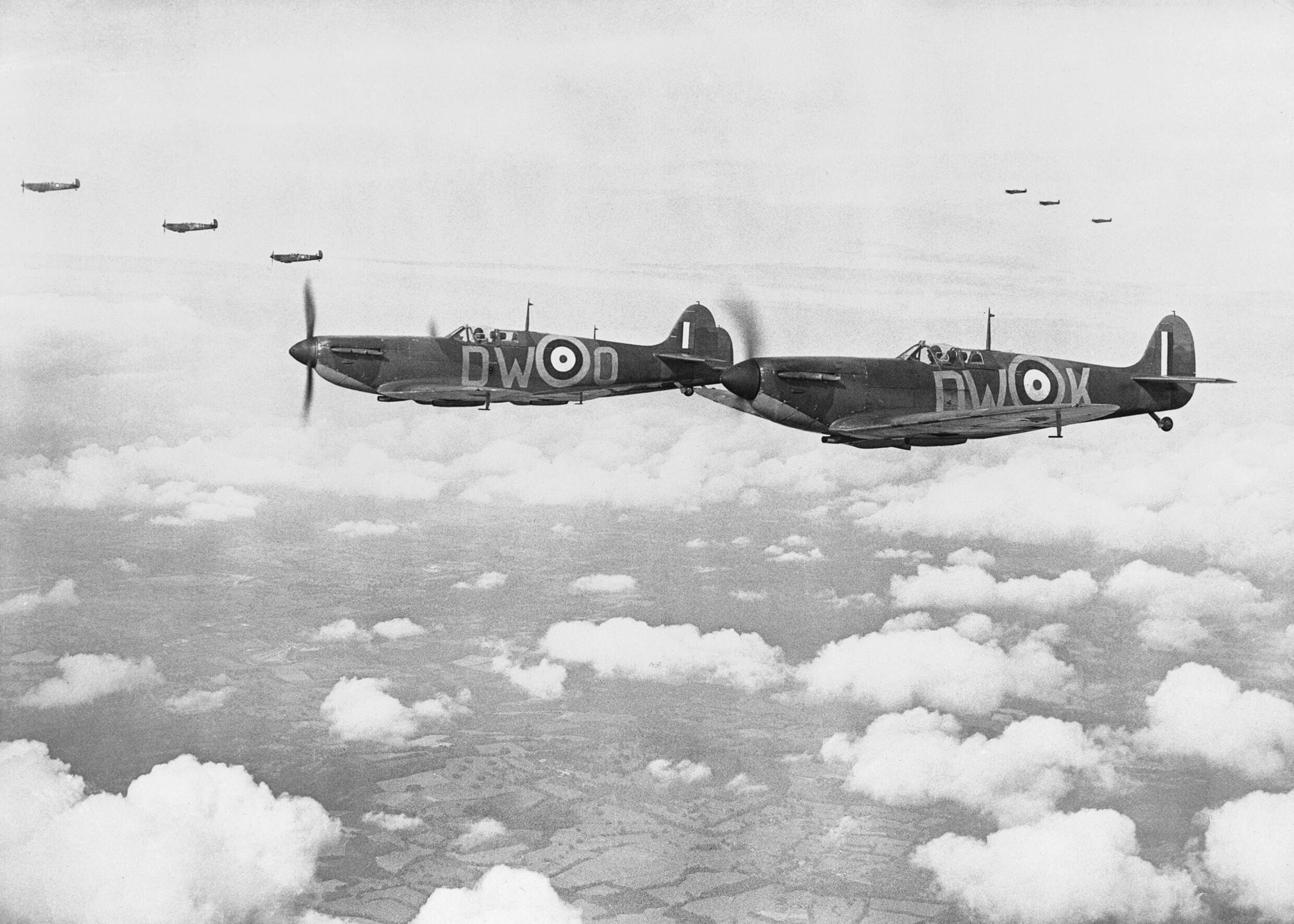
Supermarine Spitfire Mark Is, 24 juillet 1940.

Les Hurricane commencent à surveiller la zone entre Harwich et Colchester tandis que douze Supermarine Spitfire des No. 54, No. 65 et No. 74 Squadron basés à l'aérodrome de Hornchurch décollent à 6 h 45. Ils ont pour mission d'intercepter les avions ennemis à l'est. Aucun des pilotes de la Royal Air Force n'a participé à des combats et peu d'entre eux ont vu un avion allemand. La communication entre les pilotes et le contrôle au sol est mauvaise et il n'existe aucune procédure permettant aux pilotes de distinguer les avions britanniques des avions de la Luftwaffe. Les dispositifs d'identification ami ou ennemi (IFF) sont encore en cours de développement et n'ont pas été installés dans de nombreux avions de la RAF.
Alors que tout le monde dans les airs s'attend à voir des avions ennemis, le groupe « A » du No. 74 Squadron voit ce qu'il croit être des avions allemands, et son commandant, Adolph « Sailor » Malan, a prétendument donné l'ordre d'engager le combat. Deux des trois pilotes, le flying officer Vincent « Paddy » Byrne et le pilot officer John Freeborn, ouvrent le feu, malgré le soleil dans leurs yeux, ce qui les empêchaient d'identifier leur cible. Malan prétendra plus tard avoir lancé un appel de dernière minute : « Avion ami - dégagez ! », mais, si cela est vrai, Byrne et Freeborn ne l'entendent pas. Richard Hough et Denis Richards écrivent que d'autres pertes sont évitées grâce au commandant du No. 51 Squadron, le squadron leader Edward Donaldson (en), qui prévient ses pilotes que les avions attaquants sont britanniques et leur donne l'ordre de ne pas riposter. En effet, après avoir crié « Bandits! », il demande à ses pilotes d'attendre la vérification et remarque ceux-ci sont en réalité des Spitfire.
Malheureusement, le pilot officer Montague Hulton-Harrop, attaqué par ses alliés, reçoit une balle en pleine tête et son avion plane pour finalement tomber sur le Manor Farm à Hintlesham dans le Suffolk. Hulton-Harrop est le premier pilote britannique tué pendant la guerre, et son Hurricane est le premier avion abattu par un Spitfire. L'autre victime, le pilot officer Rose, évite la mort et est forcé d'atterrir à Whestead dans l'Essex.
De plus, des batteries anti-aériennes attaquent des Spitfire du No. 65 Squadron bien que les pilotes notifient correctement leur appartenance via des signaux lumineux selon l'alphabet Morse. Il en ressort que les servants d'artillerie ne connaissaient pas le Morse et étaient inexpérimentés. Durant l'incident, ils avaient reçu des informations sur des avions ennemis mais n'ont jamais pu les voir, ni les entendre.

## Causes de l'incident
Des années après la guerre, un chercheur renommé déclare que l'alerte radar a été provoqué par Blenheim, est désormais contestée. Pour ce qui est des rapports des équipes du radar à Canewdon, s'ils ont existés, n'ont jamais été retrouvés. Dans son ouvrage Raiders Approach!, le squadron leader Sutton estime qu'il n'est pas surprenant que des pilotes, au début de la guerre, pensant réellement à une attaque allemande, n'ait pas leur envie de combat. De plus, selon lui, il s'agit de tirs anti-aériens autour des Hurricane qui auraient alerté les Spitfire et conduit au drame. Pour ce qui est du signal reçu par la station radar, il s'agirait d'un écho provenant d'une station plus à l'est, non filtré, et mal interprété.

## Conséquences de l'incident

### Cour martiale
La cour martiale de John Freeborn et Paddy Byrne à Bentley Priory, le quartier général du Fighter Command, se tient à huis clos. En 2019, les archives nationales publient un nombre limité de documents, jusqu'alors restreints, y compris les registres des opérations des escadrons de chasseurs de la RAF concernés et certains documents judiciaires. La transcription de la cour martiale n'est toujours pas publiée en 2021. Selon Bill Nasson, dans une publication de 2009, il est de notoriété publique que Freeborn estime que son commandant, Sailor Malan, a tenté de se soustraire à sa responsabilité dans l'attaque. Malan a témoigné à charge contre ses pilotes, déclarant que Freeborn avait été irresponsable, impétueux et n'avait pas tenu compte des communications vitales. Au cours du procès, l'avocat de Freeborn, Sir Patrick Hastings, traite Malan de menteur invétéré.
Le tribunal disculpe les deux pilotes, estimant qu'il s'agit d'un accident malheureux. En 1990, Hough et Richards écrivent,

« Cette tragédie, passée sous silence à l'époque, a été surnommée par la RAF "la bataille de Barking Creek" - un endroit situé à plusieurs kilomètres du lieu de l'abattage mais qui, comme Wigan Pier, faisait l'objet d'une plaisanterie dans les music-halls. »

Gavin Lyall indiquera dans son ouvrage sur la Royal Air Force :

« Pourtant, à sa manière, la bataille de Barking Creek fut une célèbre victoire. Une faille dans le système de défense avait été découverte - et rapidement comblée - sans que l'ennemi n'ait pu en profiter. Imaginez simplement que la bataille n'ait jamais eu lieu ; supposez que la faille ait attendu, disons, exactement un an pour se révéler - jusqu'au 6 septembre 1940. »

En 2003, Patrick Bishop écrit que l'incident a mis en lumière les insuffisances des radars et des procédures d'identification de la RAF, ce qui a permis de les améliorer considérablement au moment de la bataille d'Angleterre, un point de vue repris dans une publication de 2012 de Philip Kaplan.

### Carrières des protagonistes
Le pilote décédé, Montague Hulton-Harrop, est enterré avec une pierre tombale de guerre à l'église St Andrew à North Weald. Le deuxième pilote attaqué, Frank Rose, est immédiatement appelé à Hornchurch pour l'enquête. Il est tué au combat au-dessus de Vitry-en-Artois, en France, le 18 mai 1940. 
Le group captain Lucking du No. 11 Group, en tant qu'officier du génie faisant partie de la General Duties Branch et pouvant être affecté à des tâches ne relevant pas du génie, est muté. Le jour de l'incident il est immédiatement relevé de ses fonctions et mis aux arrêts au quartier général de l'air vice-marshal Keith Park. Il reprend ses fonctions d'ingénieur le même mois en tant qu'OC (Officer Commanding) 32 MU, et est transféré vers la nouvelle branche technique en 1940 et est promu air commodore en décembre 1941. Il meurt en 1970, à l'âge de 75 ans. 
Le commandant Malan devient l'un des pilotes de chasse alliés les plus performants de la guerre, abattant 27 avions de la Luftwaffe et accédant au grade de group captain. Il reçoit l'ordre du service distingué, une barrette et la Distinguished Flying Cross. À son retour en Afrique du Sud, il lutte contre le régime d'apartheid jusqu'à sa mort en 1963.
Paddy Byrne est abattu et capturé au-dessus de la France en 1940. Il est détenu au Stalag Luft III avec son ancien avocat Roger Bushell. En 1944, il est rapatrié, après avoir convaincu les Allemands et la commission de rapatriement qu'il est fou. À son retour en Angleterre, il ne peut être réintégré dans la RAF et se voit confier un poste au sol ; il ne peut reprendre le combat en raison de son rapatriement pour raisons médicales et sert d'officier de liaison pour les prisonniers de guerre de retour, puis en Extrême-Orient au sein de l'état-major de Lady Mountbatten. 
John Freeborn effectue plus d'heures de vol dans la bataille d'Angleterre que n'importe quel autre pilote, et participe à des opérations pendant le reste de la guerre et se révèle être un aviateur exceptionnel. Il est décoré de la Distinguished Flying Cross et d'une barrette et est promu wing commander. Freeborn raconte finalement une partie de sa version des événements dans une biographie parue en 2002, A Tiger's Tale, avant de coécrire un récit plus complet dans Tiger Cub. En 2009, Freeborn confie à un intervieweur qu'il regrette la mort de Hulton-Harrop, déclarant : « Je pense à lui presque tous les jours. Je l'ai toujours fait... J'ai eu une bonne vie, et il aurait dû en avoir une aussi ». Freeborn se marie deux fois, d'abord en 1941 avec Rita Fielder, qui est morte en 1979, puis avec Peta en 1983, qui est morte en 2001. Freeborn meurt le 28 août 2010 et laisse une fille de son premier mariage.

### Identification des avions
L'incident met en avant l'inexpérience des équipes et conduit à la mise en place de système d'identification ami ou ennemi dans les avions de la RAF. La bataille de Barking Creek n'est cependant pas la seule fois où des tirs amis entre avions britanniques se soient produits. Divers cas sont reportés durant la guerre.